# Lantenay (Côte-d'Or)
Pour les articles homonymes, voir Lantenay.
Lantenay est une commune française située dans le département de la Côte-d'Or, en région Bourgogne-Franche-Comté.

## Géographie

### Climat
Pour des articles plus généraux, voir Climat de la Bourgogne-Franche-Comté et Climat de la Côte-d'Or.
En 2010, le climat de la commune est de type climat océanique dégradé des plaines du Centre et du Nord, selon une étude du Centre national de la recherche scientifique s'appuyant sur une série de données couvrant la période 1971-2000. En 2020, Météo-France publie une typologie des climats de la France métropolitaine dans laquelle la commune est exposée à un climat océanique altéré et est dans la région climatique  Bourgogne, vallée de la Saône, caractérisée par un bon ensoleillement (1 900 h/an), un été chaud (18,5 °C), un air sec au printemps et en été et des vents faibles. 
Pour la période 1971-2000, la température annuelle moyenne est de 10,6 °C, avec une amplitude thermique annuelle de 17,4 °C. Le cumul annuel moyen de précipitations est de 866 mm, avec 12,4 jours de précipitations en janvier et 7,8 jours en juillet. Pour la période 1991-2020, la température moyenne annuelle observée sur la station météorologique de Météo-France la plus proche, « Marsannay la Cote », sur la commune de Marsannay-la-Côte à 12 km à vol d'oiseau, est de 11,7 °C et le cumul annuel moyen de précipitations est de 803,0 mm,. Pour l'avenir, les paramètres climatiques de la commune estimés pour 2050 selon différents scénarios d'émission de gaz à effet de serre sont consultables sur un site dédié publié par Météo-France en novembre 2022.

## Urbanisme

### Typologie
Au 1er janvier 2024, Lantenay est catégorisée commune rurale à habitat dispersé, selon la nouvelle grille communale de densité à 7 niveaux définie par l'Insee en 2022.
Elle est située hors unité urbaine. Par ailleurs la commune fait partie de l'aire d'attraction de Dijon, dont elle est une commune de la couronne,. Cette aire, qui regroupe 333 communes, est catégorisée dans les aires de 200 000 à moins de 700 000 habitants,.

### Occupation des sols
L'occupation des sols de la commune, telle qu'elle ressort de la base de données européenne d’occupation biophysique des sols Corine Land Cover (CLC), est marquée par l'importance des forêts et milieux semi-naturels (61,9 % en 2018), en diminution par rapport à 1990 (63,5 %). La répartition détaillée en 2018 est la suivante : forêts (61,9 %), terres arables (30,7 %), zones urbanisées (2,8 %), prairies (2,3 %), zones agricoles hétérogènes (2,3 %). L'évolution de l’occupation des sols de la commune et de ses infrastructures peut être observée sur les différentes représentations cartographiques du territoire : la carte de Cassini (XVIIIe siècle), la carte d'état-major (1820-1866) et les cartes ou photos aériennes de l'IGN pour la période actuelle (1950 à aujourd'hui).

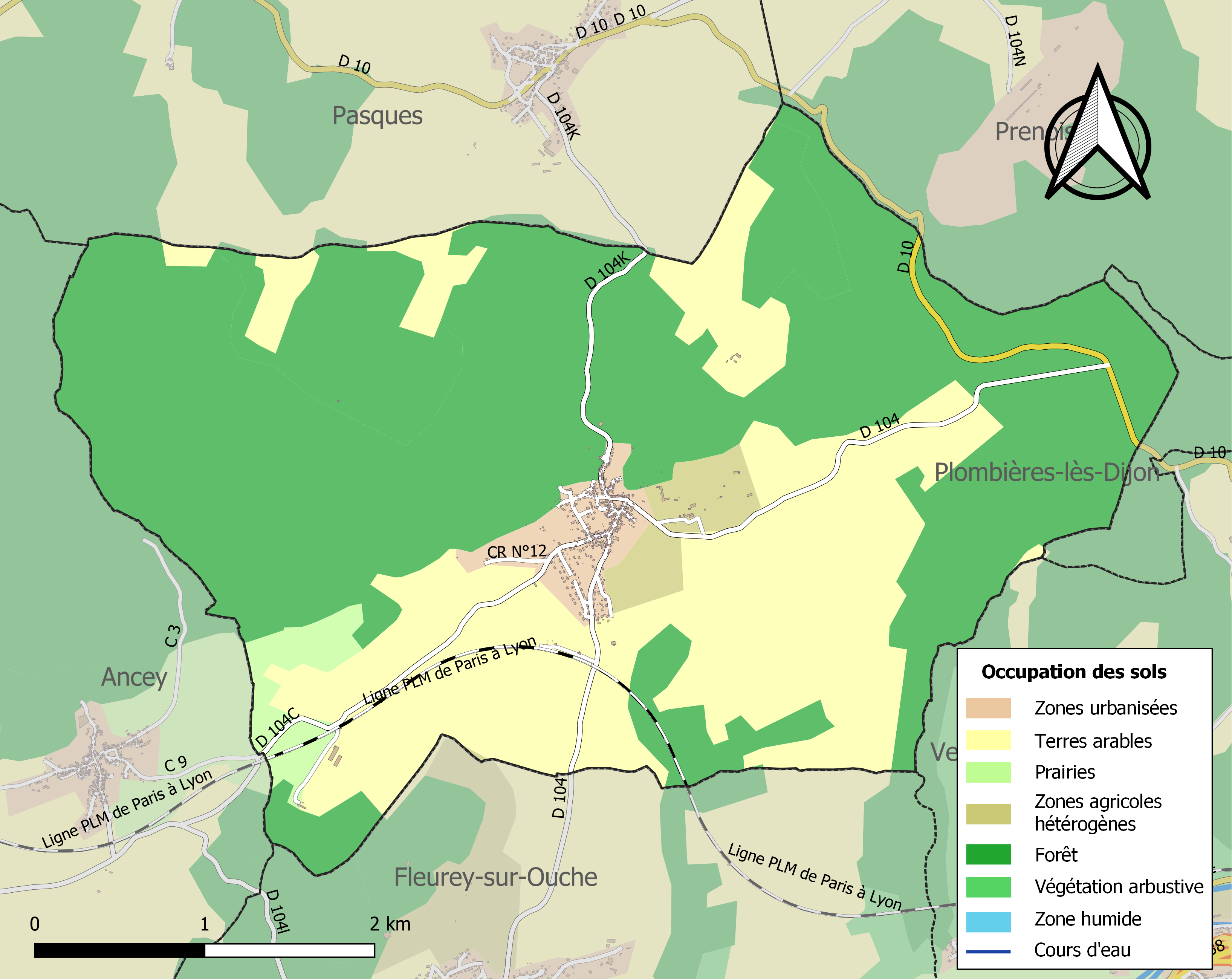
Carte des infrastructures et de l'occupation des sols de la commune en 2018 (CLC).

## Politique et administration
| Période                                  | Période | Identité         | Étiquette | Qualité |
| ---------------------------------------- | ------- | ---------------- | --------- | ------- |
| 2001                                     | 2006    | Michel Jacquemin |           |         |
| 2006                                     | 2008    | Éric Belotti     |           |         |
| 2008                                     | 2016    | Patrick Seguin   |           |         |
| Les données manquantes sont à compléter. |         |                  |           |         |

## Démographie
L'évolution du nombre d'habitants est connue à travers les recensements de la population effectués dans la commune depuis 1793. Pour les communes de moins de 10 000 habitants, une enquête de recensement portant sur toute la population est réalisée tous les cinq ans, les populations de référence des années intermédiaires étant quant à elles estimées par interpolation ou extrapolation. Pour la commune, le premier recensement exhaustif entrant dans le cadre du nouveau dispositif a été réalisé en 2005.

En 2022, la commune comptait 501 habitants, en évolution de −1,96 % par rapport à 2016 (Côte-d'Or : +0,82 %, France hors Mayotte : +2,11 %).
| 1793 | 1800 | 1806 | 1821 | 1831 | 1836 | 1841 | 1846 | 1851 |
| ---- | ---- | ---- | ---- | ---- | ---- | ---- | ---- | ---- |
| 315  | 395  | 352  | 403  | 432  | 444  | 467  | 457  | 683  |

| 1856 | 1861 | 1866 | 1872 | 1876 | 1881 | 1886 | 1891 | 1896 |
| ---- | ---- | ---- | ---- | ---- | ---- | ---- | ---- | ---- |
| 452  | 442  | 439  | 395  | 402  | 372  | 347  | 339  | 302  |

| 1901 | 1906 | 1911 | 1921 | 1926 | 1931 | 1936 | 1946 | 1954 |
| ---- | ---- | ---- | ---- | ---- | ---- | ---- | ---- | ---- |
| 312  | 308  | 286  | 278  | 270  | 248  | 278  | 296  | 307  |

| 1962 | 1968 | 1975 | 1982 | 1990 | 1999 | 2005 | 2006 | 2010 |
| ---- | ---- | ---- | ---- | ---- | ---- | ---- | ---- | ---- |
| 325  | 288  | 266  | 302  | 315  | 425  | 453  | 454  | 500  |

| 2015 | 2020 | 2022 | - | - | - | - | - | - |
| ---- | ---- | ---- | - | - | - | - | - | - |
| 509  | 511  | 501  | - | - | - | - | - | - |

## Lieux et monuments

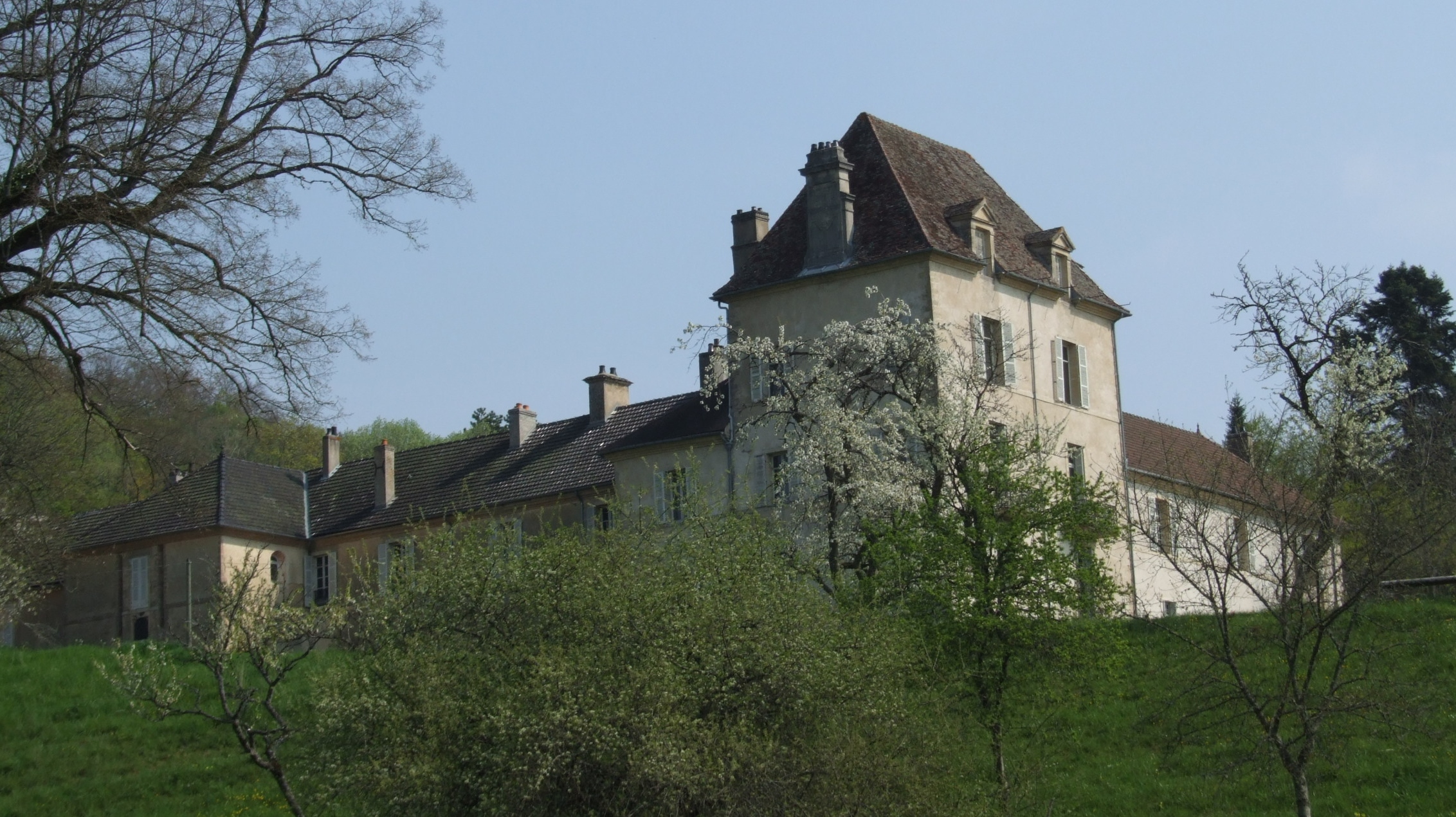
Château de Lantenay.

- Château construit vers 1665[16], propriété privée, partiellement inscrit et classé au titre des Monuments Historiques (coordonnées : 47° 20′ 36″ N, 4° 52′ 14″ E).
- Chapelle Saint-Louis, classée au titre des Monuments Historiques (coordonnées : 47° 20′ 44,5″ N, 4° 52′ 05,5″ E).
- Fontaine aux lépreux.
- Lavoir couvert.
- La combe des Mammouths.

## Personnalité liée à la commune
Jean-Baptiste Marius Duché, né le 21 septembre 1841 à Saint-Étienne et décédé le 20 novembre 1923 à  Lantenay.
Fils du député de la Loire et avocat Tristan Mathieu Duché, lequel est condamné, en 1851, à l'exil par Napoléon III relaté par Victor Hugo  dans Histoire d'un crime. La famille s'installe, dans la précipitation, à Londres, ne pouvant exercer sa profession d'avocat, Tristan Mathieu Duché se lance en 1857 dans l'aventure industrielle.
Jean-Baptiste Marius Duché fait fortune à Londres en gérant les entreprises Duché and Sons, et en entretenant un réseau d'alliances commerciales entre la France et l'Angleterre. Il fut président de la Chambre de commerce française à Londres. Une importante fabrique de gélatine fut également installée vers 1876 au nord de Bruxelles. Des implantations sont décidées en Amérique du Sud puis aux États-Unis. Les entreprises Duché existent aujourd'hui encore (T.M.Duché & Sons Ltd) à travers le monde et fabriquent et distribuent des fruits tropicaux déshydratés entre autres.
Jean-Baptiste Marius Duché et son épouse Marie-Hélène Chevassus (1843-1917) n'eurent qu'une fille, Marie-Marguerite (1879-1947 à Dijon). Il fut acquéreur, sur la famille de Girval, vers 1895, du château de Lantenay et de son vaste domaine.

## Héraldique
| Blason de Lantenay | Blason  | De gueules à la croix d'argent chargée en cœur d'un écusson d'azur à la fleur de lis d'or et de quatre mouchetures d'hermine de sable, une sur chaque branche. |
| Blason de Lantenay | Détails | Le statut officiel du blason reste à déterminer. |